# 홍소영
홍소영(1971년 7월 31일~)은 대한민국의 성우로, 1996년 교육방송 성우극회 15기 공채로 입사다.

## 방송

### EBS 애니메이션
- 4학년 2반 아이들 - 폴리
- 강철수염과 게으른 동네 - 루디 여사
- 고민 있어요 하나 아줌마 - 어니
- 고양이 탐정 허클 - 뚱딴지
- 곰돌이와 비키의 모험 - 니파
- 그리스 로마 신화 전설의 수호자들 - 데메테르
- 꼬마돼지 위블리 - 비기
- 꼬마돼지 프레스톤 - 경찰관
- 꼬마돼지 피글리의 모험 - 퍼니
- 꼬마유령 사총사 - 지지 아줌마
- 꼬마음악가 모차르트
- 꾸러기 상상여행 - 카루
- 꿀꿀! 페파는 즐거워 - 페파 할머니
- 페파는 즐거워 - 페드로
- 꿈을 찍는 이안 - 엄마
- 날아라! 특공대
- 내 친구 아서 - 도라
- 네모 네모 스펀지 송 - 빵빵 부인
- 놀이터 구조대, 뽀잉 - 몽바
- 느낌표 구조대 - 카조
- 늘코의 참 큰 세상 - 척척
- 니코의 세상 - 스테파니, 빅토리아, 찰리
- 도와줘요! 코알라 형제 - 미치
- 두다다쿵 - 피기
- 또롱이는 멋져! - 할머니
- 뚜바뚜바 눈보리 - 키키보리
- 뚱보기사 보리와 모리
- 알쏭달쏭 호기심 마을 - 코코리
- 래피치와 요술장화 - 멋대로, 신디
- 레카 - 림, 보바, 데일리네
- 로보카 폴리 - 미니, 믹키, 벨르, 샘, 앤디, 스테이시, 스푸키
- 로이와 함께하는 소방안전 이야기/엠버와 함께하는 생활안전 이야기 - 조니
- 로빈은 사춘기 - 맥스, 완다 무어
- 마녀들이 사는 법 - 교장 선생
- 마법의 책과 역사 탐험대 - 조 엄마
- 마야의 모험 - 버즈리나, 윌리
- 마이너리그 - 루신다
- 마지막 공룡 덴버 - 헤더
- 머털도사 - 머털
- 몬카트 - 쿠비 큐피, 버렛
- 몬스터 트럭 메테오 - 푸파
- 못 말리는 쌍둥이 - 담임 선생
- 뭐하니, 패즈? - 홍이
- 미스 스파이더와 개구쟁이들 - 스피너
- 베르사이유의 장미 - 유모
- 베리 배리 크리스마스 - 나이젤
- 별난 가족 힐 - 낸시 그리블
- 별난 깜찍 수호천사 - 동글머리
- 병뚜껑 빌 - 조조
- 빠삐에 친구 - 테오
- 빨간 트랙터 통통 - 씽씽이
- 빨강머리 앤 - 레이첼 린드 부인
- 뽀롱뽀롱 뽀로로 - 루피, 야옹이 외 여러 단역
- 샐러리맨 딜버트 - 앨리스
- 샘샘은 꼬마 슈퍼맨 - 곰곰
- 생쥐의 세계여행 - 여왕
- 선물공룡 디보 - 엘로
- 세계명작동화 - '아나스타샤'편
- 소피는 말썽꾸러기 - 패도라 부인, 마샤, 폴린
- 숲 속 대장 룰루 - 배리
- 시계마을 티키톡 - 무무 아줌마
- 심슨 가족 (EBS) - 모나 심슨, 넬슨 먼츠
- 아기공룡 버디 - 샤이니
- 아기호랑이 호비 - 낙타
- 아이들이 사는 성 - '나'편 아이2, 정자 / '답게? 답게!'편 마을사람1, 마을사람5, 왕국어른3, 아이3 / '네 잘못이 아니야'편 아주머니
- 악동클럽 - 트위스터 엄마
- 안녕! 루퍼트 - 에드
- 야! 러그래츠 - 베티, 딜리
  - 컸다, 러그래츠 - 베티, 해롤드
- 야호 응가네 - 아줌마
- 얀손 아저씨의 행복한 오두막집 - 구스타프 부인
- 엄마 까투리 - 아기 멧돼지, 아기 호랑이, 꿀벌1, 엄마 고슴도치, 종달새2
- 엔진박사 엔지벤지 - 핑키
- 엘리의 야생탐험 - 외할머니
- 요절복통 사총사
- 용용나라로 떠나요 - 용룡이
- 우리는 곰돌이 가족 - 할머니
- 우바우바 마수필라미 - 엄마
- 윔지네 가족 - 보
- 워드 월드 (EBS) - 베어
- 유령성의 오싹오싹 이야기 - 핸콧 부인
- 유쾌한 곰돌이 패딩턴 - 버드
- 은하축구 챔피언 - 칼리
- 이너레인저 - 치치, 두드리
- 접속 트윕시 - 앨버트 엄마
- 제로니모의 모험 - 샐리
- 조지가 줄었어요 - 이모
- 출동! 소방관 샘 - 맨디 엄마, 사라
- 출동! 슈퍼윙스(EBS) - 도니, 핑, 야리 엄마, 에밀리아 엄마, 니콜 엄마, 소피아 엄마, 솔리나, 크리사
- 칙칙폭폭 처깅턴 - 칼리
- 투모야 친구들 - 케리
- 풍선 코끼리 발루뽀 - 발루뽀
- 피터 래빗
- 피터 팬
- 하얀 물개 - 코코
- 호기심 많은 조지 - 맘마 아줌마
- 호야네 집 - 할머니, 클레멘타인
- 환상의 풍선여행 - 코비

### KBS 애니메이션
- 네티비 (KBS) - 티미담, 피글리
- 또봇 V (KBS) - 박격포, 할머니, 남희 엄마
- 빠뿌야 놀자 (KBS) - 엠마
- 애니퐁 (KBS)
- 캐치! 티니핑 (KBS2) - 퀸 스텔라, 차나핑
- 바바프렌즈 - 고미

### 타사 애니메이션
- 골프천재 탄도 (챔프) - 마공평
- 꼬마북극곰 엘카의 모험 (챔프) - 엘카
- 내 마음은 무지 (투니버스) - 제이지
- 도라에몽 (챔프) - 퉁순이
- 떴다! 퀘스트 기사단 (카툰네트워크) - 네스터
- 라즈베리 타임즈 (SBS) - 클라우드
- 로봇용사 다그온 (SBS) - 민혁, 신애리, 장미나, 유리
- 마법의 술 (애니원) - 티라냐
- 마징카이저 (애니원) - 혁
- 미르모 퐁퐁퐁 (SBS) - 세모뱅 / 페타
- 부릉! 부릉! 브루미즈 (재능TV) - 피티, 루시(시즌 2)
- 서몬마스터즈 블루드래곤 (챔프) - 마로마로
  - 블루 드래곤 : 천계의 7룡 (챔프) - 마로마로
- 소년 음양사 (애니맥스) - 타이인
- 슈퍼코리언 (SBS)
- 아기비버의 옛날 이야기 (EBS)
- 오예!카툰 (재능TV)
- 우당탕탕 두디두디 (MBC 무비스) - 코코
- 창작 애니메이션 스페셜 (SBS) - 엄마
- 최종병기 그녀 (애니원) - 아케미
- 치링치링 시크릿 쥬쥬 (재능TV) - 로샤, 루루
- 헌터X헌터 (애니원) - 멘치, 안내방송
- 히트가이-J (애니원) - 비비안

### 애니메이션 극장판
- 뽀로로 극장판 슈퍼썰매 대모험 - 루피
- 뽀로로 극장판 공룡섬 대모험 - 루피
- 뽀로로 극장판 보물섬 대모험 - 루피
- 뽀로로 극장판 바닷속 대모험 - 루피
- 사랑의 하츄핑 - 스텔라
- 파워배틀 와치카 미니카 배틀리그: 불꽃의 질주 - 하니

#### 외화
- 남과 북 (EBS) - 한나
- 네버엔딩 스토리 (EBS) - 콰나, 피니건 선생님, 소녀
- 로저의 단짝친구들 (EBS) - 더스팅
- 테일러는 12살 (EBS) - 마지
- 파워레인저 애니멀포스(대원방송) - 나리아

#### 영화
- 꼬마돼지 베이브 (EBS) - 하겟 부인 (마그다 수반스키)
- 늑대소녀 살라 (EBS) - 교장
- 리틀 부다 (SBS) - 마리아(조 챔바)
- 마법의 나무 (EBS)
- 빨간 머리 앤(영어판) (EBS) - 해리스 부인
- 써클 (SBS)
- 클린 (SBS)
- 플레전트빌 (SBS)
- 달려라, 타이코 (EBS) - 엄마 (로라 섬머)
- 우정의 스트라이크 (EBS) - 로렌 (로라 밴더부트)

#### 기타
- 슈퍼맨이 돌아왔다 124회 (KBS 2TV) - 뽀롱뽀롱 뽀로로의 루피(에페)

### 게임
- 판타스틱 포츈 - 디아나